# 제러미 루크
제러미 루크(Jeremy Luke, 1977년 3월 23일 ~ )는 미국의 배우, 각본가, 영화 프로듀서이다. 스태튼아일랜드에서 태어났다.

## 영화
- 더 퍼즈 (2017년)
- 설리: 허드슨강의 기적 (2016년)
- 길들여진 말 (2015년)
- 저지 보이즈 (2014년) - 도니 역
- 마이키보이 (2013년)
- 돈 존 (2013년) - 대니 역
- 퍼즈 트랙 시티 (2012년)
- 저지 쇼어 샤크 어택 (2012년) - TC 역
- 홀리맨 언더커버 (2010년) - 핑키 역
- 라스베가스 (2003년)